# Chix Chicks
CHIX CHICKS（チックスチックス、省略形は読む場合はチックス、英字ではCXC）は、かつて存在した日本の5人組女性ボーカルグループ。所属事務所はレインボーエンタテインメント。

## 最終メンバー
- 白鳥吏南（しらと りりな、1987年6月2日 - ）リーダー
- 工藤真由（くどう まゆ、1986年9月12日 - ）
- 水橋舞（みずはし まい、1992年1月31日 - ）
- 岩城文夏（いわき ふみか、1988年7月15日 - ）
- 高ユンジン（ユンジン1991年6月8日 - ）ユンナの妹

## 旧メンバー
- 織田かおり（2008年9月にソロ活動のため脱退）
- 松原緋子（2009年7月に病気療養のため脱退）

## 概要
2005年に原宿BJ Girlsの名で6人組のティーンズJAZZボーカルユニットとして活動を開始。2006年半ばからジャンルにこだわらず幅広く曲を歌うようになり、2007年7月29日に改名して再出発。一部メンバーの脱退の後、2009年11月21日の渋谷DUOでのワンマンライブよりユンジンが加入して5人組グループとして活動。（ただし、加入当初ユンジンは韓国の高校生であったため、5人での活動は多少制限された。）なお、かなり詳しい履歴が公式ホームページに記載されていた（2010年2月確認）。
オリジナル曲の他、洋楽のカバーなど、数百曲のレパートリーがあった。ライブの他、ニコニコ動画に「Chix Chicksコミュニティ」を持ち、毎週生放送をしていた。2010年1月15日には視聴者数が、同年4月には登録者数が1000人を超えた。
各個人での歌手活動、ダンサーとしての活動なども平行して行なっていたこともあり、2010年7月27日の渋谷DESEOでのライブをもって解散した。

## ディスコグラフィー
（DVDでのリリースやミニアルバムがあるため、一括して表記）
- ELECTRO CHIX（2008.6.21、CHX-001）
- BIRTHDAY EVE（初回版：2007.10.20、rep-011、通常版：2008.11.23、rep-012）
- RE:ELECTRO CHIX Greatest Artists & Melodies（2009.1.21、CHX-002、ヴィレッジバンガード下北沢店では先行発売した）
- Break up to make up / Miracles（DVD、2009.8.19、CHX-003）
- Retro Soul Revue （2009.11.11、CHX-004/TGCS-5875）

（以下は原宿BJ Girls時代のもの）
- BJ one!（2005.4.29、rep-002）
- BJ two!（2005.9.25、rep-003）
- BJ three（2006.8.23、rep-007）

## 関連作品
- 映画『音符と昆布』（オリジナルサントラ:Epic Records Japan ESCL-3048、DVD:ESBW-1844、BD:ESXW-1）

Chix Chicksが主題歌「Soul Mate」、挿入歌「Blue Love Letter」を担当。

## メディア
- V-Clips（2010.7.12、テレビ埼玉）2010年6月13日アリオ川口で公開収録した一部を放映
- ONGAX（2010.8.13、チバテレビ）2010年7月17日イーアスつくばで公開収録、解散となったためコメント部分のみ後で撮り直している